# Liste der Fahnenträger der Olympischen Sommerspiele 1948

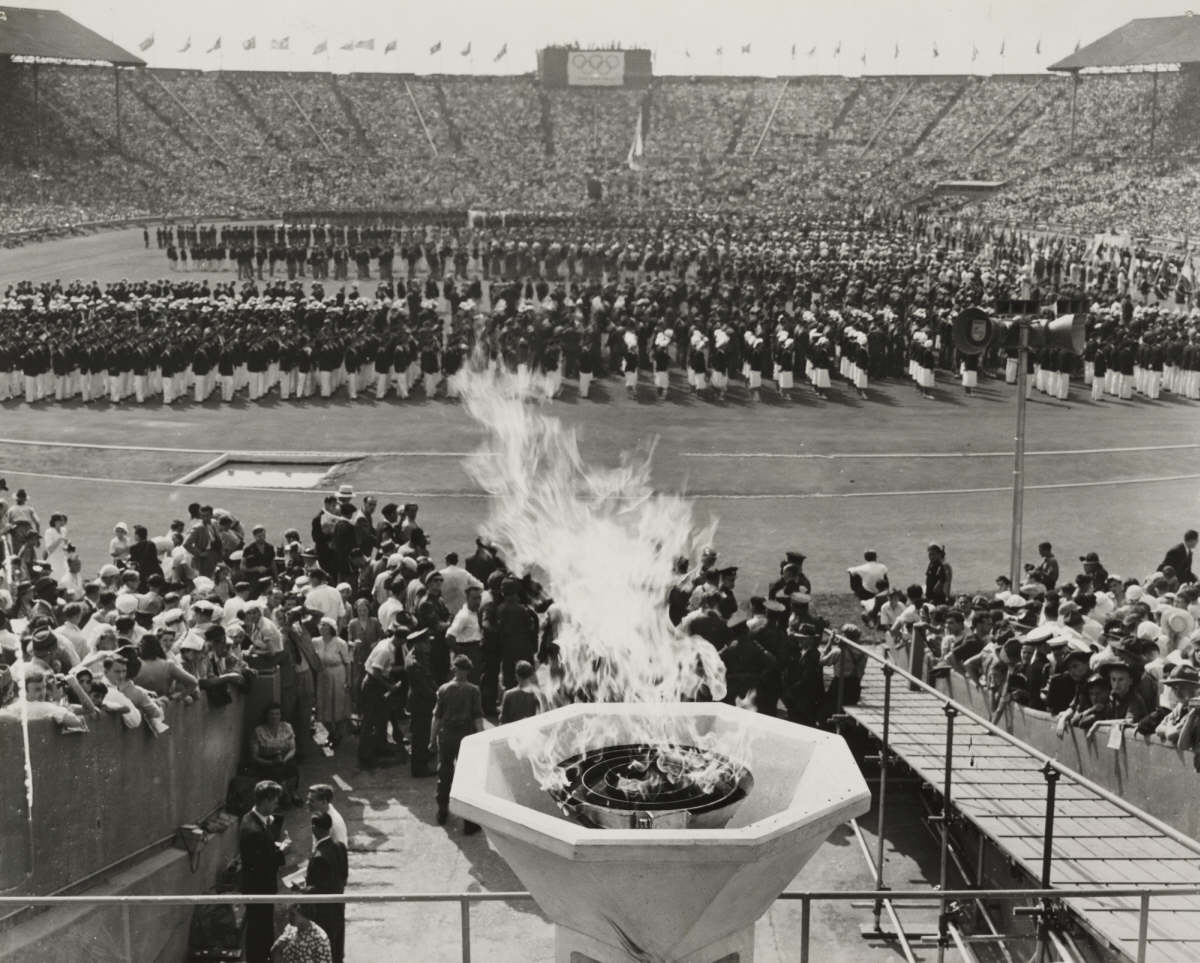
Einmarsch der Nationen

Die Liste der Fahnenträger der Olympischen Sommerspiele 1948 führt die Fahnenträger bei der Eröffnungsfeier auf.
Beim Einmarsch der Nationen zogen Athleten aller teilnehmenden Länder ins Empire Stadium ein. Bei der Eröffnungsfeier wurden die einzelnen Teams von einem Fahnenträger aus den Reihen ihrer Sportler oder Offiziellen angeführt, der entweder von ihrem jeweiligen Nationalen Olympischen Komitee (NOK) oder von den Athleten selbst bestimmt wurde.

## Reihenfolge
Der griechischen Mannschaft wurde traditionell der Platz an vorderster Stelle gewährt, ein Sonderstatus, der aus der Ausrichtung der antiken und ersten Spiele der Moderne in Griechenland herrührt. Großbritannien marschierte als Gastgebernation zuletzt ein. Die anderen Länder betraten das Stadion in alphabetischer Reihenfolge in der Sprache der Gastgebernation, in diesem Fall also Englisch. Diese Reihenfolge entspricht sowohl der Tradition als auch den Statuten des Internationalen Olympischen Komitees (IOK). Irland marschierte unter „Éire“ ein, dem Namen des Landes in irischer Sprache.

## Liste der Fahnenträger
Nachfolgend führt eine Liste die Fahnenträger der Eröffnungsfeier aller teilnehmenden Nationen auf, sortiert nach der Abfolge ihres Einmarsches. Die Liste ist zudem sortierbar nach ihrem Staatsnamen, nach Mannschaftskürzel, nach Anzahl der Athleten, nach dem Nachnamen des Fahnenträgers und dessen Sportart.

### Nach Nationen
| Abfolge | Nationalmannschaft    | Englischer Name          | Kürzel | Athleten | Fahnenträger                  | Sportart           |
| ------- | --------------------- | ------------------------ | ------ | -------- | ----------------------------- | ------------------ |
| 1       | Griechenland          | Greece                   | GRE    | 61       | Georgios Kalambokidis         | Segeln             |
| 2       | Afghanistan           | Afghanistan              | AFG    | 25       |                               |                    |
| 3       | Argentinien           | Argentina                | ARG    | 199      | Alfredo Yantorno              | Schwimmen          |
| 4       | Australien            | Australia                | AUS    | 75       | Les McKay                     | Wasserball         |
| 5       | Österreich            | Austria                  | AUT    | 144      |                               |                    |
| 6       | Belgien               | Belgium                  | BEL    | 150      | Charles Vyt                   | Moderner Fünfkampf |
| 7       | Bermuda               | Bermuda                  | BER    | 12       | Chummy Hayward                | Offizieller        |
| 8       | Brasilien             | Brazil                   | BRA    | 70       | Sylvio Padilha                | Offizieller        |
| 9       | Britisch-Guayana      | British Guiana           | GUI    | 4        |                               |                    |
| 10      | Birma                 | Burma                    | BIR    | 5        |                               |                    |
| 11      | Kanada                | Canada                   | CAN    | 118      | Bob McFarlane                 | Leichtathletik     |
| 12      | Ceylon                | Ceylon                   | CEY    | 7        | Duncan White                  | Leichtathletik     |
| 13      | Chile                 | Chile                    | CHI    | 54       | Mario Recordón                | Leichtathletik     |
| 14      | China                 | China                    | CHN    | 31       | Wee Tian Siak                 | Basketball         |
| 15      | Kolumbien             | Colombia                 | COL    | 6        |                               |                    |
| 16      | Kuba                  | Cuba                     | CUB    | 53       | Raúl García                   | Basketball         |
| 17      | Tschechoslowakei      | Czechoslovakia           | TCH    | 87       | Ladislav Trpkoš               | Basketball         |
| 18      | Dänemark              | Denmark                  | DEN    | 162      | Vagn Loft                     | Hockey             |
| 19      | Ägypten               | Egypt                    | EGY    | 85       |                               |                    |
| 20      | Irland                | Éire                     | IRL    | 73       | Paddy Carroll                 | Offizieller        |
| 21      | Finnland              | Finland                  | FIN    | 129      | Hannes Sonck                  | Leichtathletik     |
| 22      | Frankreich            | France                   | FRA    | 316      | Jean Séphériadès              | Rudern             |
| 23      | Ungarn                | Hungary                  | HUN    | 128      | Imre Németh                   | Leichtathletik     |
| 24      | Island                | Iceland                  | ISL    | 20       | Finnbjörn Þorvaldsson         | Leichtathletik     |
| 25      | Indien                | India                    | IND    | 79       | Talimeren Ao                  | Fußball            |
| 26      | Iran                  | Iran                     | IRN    | 36       | Mostafa Baharmast             | Offizieller        |
| 27      | Irak                  | Iraq                     | IRQ    | 11       |                               |                    |
| 28      | Italien               | Italy                    | ITA    | 213      | Gianni Rocca                  | Leichtathletik     |
| 29      | Jamaika               | Jamaica                  | JAM    | 13       |                               |                    |
| 30      | Korea                 | Korea                    | KOR    | 46       | Sohn Kee-chung                | Leichtathletik     |
| 31      | Libanon               | Lebanon                  | LEB    | 8        |                               |                    |
| 32      | Liechtenstein         | Liechtenstein            | LIE    | 2        |                               |                    |
| 33      | Luxemburg             | Luxembourg               | LUX    | 45       | Victor Feller                 | Fußball            |
| 34      | Malta                 | Malta                    | MLT    | 1        | Francis Xavier Zammit Cutajar | Offizieller        |
| 35      | Mexiko                | Mexico                   | MEX    | 88       | Francisco Bustamente          | Schießen           |
| 36      | Monaco                | Monaco                   | MON    | 4        |                               |                    |
| 37      | Niederlande           | Netherlands              | HOL    | 149      | Wim Landman                   | Offizieller        |
| 38      | Neuseeland            | New Zealand              | NZL    | 7        | Harold Nelson                 | Leichtathletik     |
| 39      | Norwegen              | Norway                   | NOR    | 81       | Godtfred Holmvang             | Leichtathletik     |
| 40      | Panama                | Panama                   | PAN    |          |                               |                    |
| 41      | Pakistan              | Pakistan                 | PAK    | 35       | Ahmed Zahur Khan              | Leichtathletik     |
| 42      | Peru                  | Peru                     | PER    | 41       | Carlos Domínguez              | Gewichtheben       |
| 43      | Philippinen           | Philippines              | PHI    | 26       | Francisco Vestil              | Basketball         |
| 44      | Polen                 | Poland                   | POL    | 37       | Mieczysław Łomowski           | Leichtathletik     |
| 45      | Portugal              | Portugal                 | POR    | 48       | Joaquim Fiúza                 | Segeln             |
| 46      | Puerto Rico           | Puerto Rico              | PUR    | 9        | José Vicente                  | Leichtathletik     |
| 47      | Singapur              | Singapore                | SGP    | 1        | Jocelyn de Souza              | Offizieller        |
| 48      | Südafrikanische Union | South Africa             | RSA    | 35       |                               |                    |
| 49      | Spanien               | Spain                    | ESP    | 65       | Fabián Vicente del Valle      | Offizieller        |
| 50      | Schweden              | Sweden                   | SWE    | 181      | Per Carleson                  | Fechten            |
| 51      | Schweiz               | Switzerland              | SUI    | 181      | Armin Scheurer                | Leichtathletik     |
| 52      | Syrien                | Syria                    | SYR    | 1        |                               |                    |
| 53      | Trinidad und Tobago   | Trinidad                 | TTO    | 5        | Wilfred Tull                  | Leichtathletik     |
| 54      | Türkei                | Turkey                   | TUR    | 58       |                               |                    |
| 55      | Vereinigte Staaten    | United States of America | USA    | 300      | Ralph Craig                   | Leichtathletik     |
| 56      | Uruguay               | Uruguay                  | URU    | 61       |                               |                    |
| 57      | Venezuela             | Venezuela                | VEN    | 1        | Julio César León              | Radsport           |
| 58      | Jugoslawien           | Yugoslavia               | YUG    | 90       | Božo Grkinić                  | Wasserball         |
| 59      | Großbritannien        | Great Britain            | GBR    | 398      | Emrys Lloyd                   | Fechten            |

### Nach Sportarten
| Sportart           | Nationen | Anzahl |
| ------------------ | --- | ------ |
| Basketball         | China – Kuba – Philippinen – Tschechoslowakei | 4      |
| Fechten            | Brasilien – Großbritannien – Schweden | 3      |
| Fußball            | Indien – Luxemburg | 2      |
| Gewichtheben       | Peru | 1      |
| Hockey             | Dänemark | 1      |
| Leichtathletik     | Ceylon – Chile – Island – Italien – Kanada – Korea – Neuseeland – Norwegen – Pakistan – Polen – Puerto Rico – Schweiz – Trinidad und Tobago – Ungarn – Vereinigte Staaten                  | 15     |
| Moderner Fünfkampf | Belgien | 1      |
| Radsport           | Venezuela | 1      |
| Rudern             | Frankreich | 1      |
| Schießen           | Mexiko | 1      |
| Schwimmen          | Argentinien | 1      |
| Segeln             | Griechenland – Portugal | 2      |
| Wasserball         | Australien – Jugoslawien | 2      |
| Offizieller        | Bermuda – Iran – Irland – Malta – Niederlande – Singapur – Spanien | 7      |
| unbekannt          | Afghanistan – Ägypten – Birma – Britisch-Guayana – Irak – Jamaika – Kolumbien – Libanon – Liechtenstein – Monaco – Österreich – Panama – Südafrikanische Union – Syrien – Türkei – Uruguay | 16     |